# De Meern
De Meern est un village situé dans la commune néerlandaise d'Utrecht, dans la province d'Utrecht. Le 1er janvier 1999, le village comptait 10 330 habitants.

## Histoire
Jusqu'au 1er janvier 2001, De Meern faisait partie de la commune de Vleuten-De Meern

## Personnalités
- David di Tommaso est mort dans ce village.
- Hella Jongerius designer néerlandaise, est née dans ce village en 1963.